# Auberge de Bavière
L'Auberge de Bavière (in maltese il-Berġa tal-Baviera, in italiano Albergo di Baviera) è un auberge situato a La Valletta. Costruito nel 1696 fu dapprima la residenza del Gran Maestro Marc'Antonio Zondadari, in seguito venne adibito a sede dei Cavalieri Ospitalieri della langue anglo-bavarese.
Durante il periodo dell'occupazione britannica fu utilizzato come edificio militare e successivamente come ospedale militare durante la prima guerra mondiale.
Il palazzo si trova nella parte nord della città di La Valletta, all'imboccatura dello stretto golfo di Marsamuscetto, e ospita attualmente la sede della Lands Authority maltese.

## Storia
Nel 1693 il balì portoghese Gaspare Carneiro acquistò dalla tesoreria dell'Ordine il sito del palazzo, in precedenza sede di una calcara, dove decise di edificare la propria residenza privata. I lavori iniziarono nel 1696, e furono diretti dall'architetto maltese Carlo Gimach, amico personale di Carneiro.
Il palazzo venne lasciato in eredità all'Ordine dopo la morte del proprietario, e dal 1702 al 1722 venne scelto come residenza dal Gran Maestro dell'Ordine Marc'Antonio Zondadari, che vi visse fino alla morte. Nel 1725 fu scelto dal Gran Maestro António Manoel de Vilhena per accogliere con gli onori del caso il cardinale G. Abbate Olivieri, legato pontificio inviato da papa Benedetto XIII in visita sull'isola.
Alla fine del XVIII secolo gli sforzi dell'elettore di Baviera per ottenere una propria rappresentanza autonoma all'interno dell'Ordine furono esauditi e nel dicembre 1782 Carlo Teodoro di Baviera acquistò per 20.000 scudi (meno della metà del suo valore effettivo) Palazzo Carneiro, che divenne l'anno successivo la sede ufficiale della nuova langue anglo-bavarese, che diede al palazzo il nome che porta ancora attualmente.

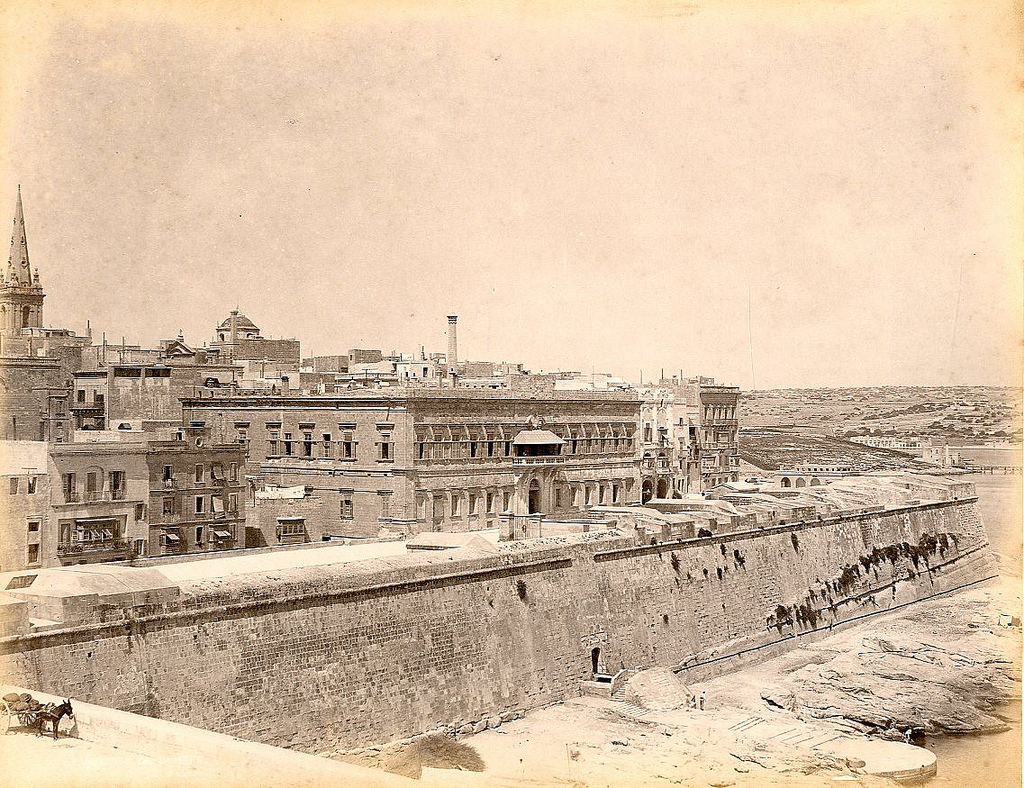
L'Auberge de Bavière nel 1870

Con l'arrivo dell'esercito rivoluzionario francese sull'isola di Malta e la conseguente occupazione nel 1798, il palazzo venne adibito ad ospedale militare per contrastare la diffusione delle malattie veneree, all'epoca piuttosto frequenti fra i soldati. Nel 1824 l'auberge passò sotto il controllo dell'autorità militare britannica ed utilizzato come residenza per gli ufficiali. Con lo scoppio della prima guerra mondiale, nel 1915 venne nuovamente utilizzato come ospedale per la cura dei soldati impegnati nella campagna di Gallipoli, in particolare per il trattamento chirurgico dei feriti più gravi. L'operatività ospedaliera cessò il 14 agosto 1917 e durante il periodo di attività il palazzo giunse ad ospitare fino a 155 posti letto.
Nel 1921, con la concessione dell'autogoverno a Malta, il palazzo fu destinato ad uso civile fino alla seconda guerra mondiale, quando venne utilizzato come rifugio per gli sfollati a causa dei bombardamenti aerei italo-tedeschi sull'isola. Colpito da alcune bombe, riportò solamente danni superficiali alla facciata, a tutt'oggi visibili. Utilizzato nel dopoguerra come scuola, dal 1979 ha ospitato la sede dell'agenzia territoriale e dal 1997, la Land Authority governativa dell'isola.
L'edificio è attualmente iscritto nel registro delle proprietà culturali delle isole maltesi e nel 2001 è stato restaurato. Nel 2015 è stato raffigurato su una serie di monete commemorative emesse dalla Banca centrale di Malta.

## Architettura
L'Auberge de Bavière è un palazzo a due piani dallo stile austero, lontano dal barocco che caratterizza altre architetture della città di La Valletta. Sei finestre regolari di forma rettangolare compaiono sulla facciata, ai lati dell'entrata principale, che al secondo piano presenta un grande balcone. Sugli angoli dell'edificio compaiono dei grossi pilastri, e una cornice ne contorna l'intero lato superiore. Il cortile interno è insolitamente collocato nella parte posteriore dell'edificio, al posto che al centro come più frequentemente accade.